# Juventino Rosas
José Juventino Policarpo Rosas Cadenas (né à Santa Cruz (Guanajuato), 25 janvier 1868 et mort à Surgidero de Batabanó (Cuba), le 9 juillet 1894), est un musicien et compositeur mexicain mondialement connu pour sa valse Sobre las olas (Über den Wellen - Over the Waves - Sur les vagues).

## Biographie

### Jeunesse et études
Enfant, il montre une grande disposition lors de l'enseignement du violon par son père. Il grandit dans le quartier de Tepito à Mexico et travaille comme sonneur de cloches à l'église de San Sebastián. Il s'inscrit en 1885 au Conservatoire national de musique de Mexico, où il étudie le solfège, la théorie musicale et le violon.  

### Compositeur
Il compose une valse intitulée "Carmen" pour Carmen Romero, épouse du président Porfirio Díaz. En 1888, il écrit une marche intitulée Cuauhtémoc, et l'œuvre qui le rendra célèbre, Junto al manantial, rebaptisée Sobre las olas, inspirée par une rivière qui traversait un village proche de Mexico. Pour récompenser son succès, Porfirio Díaz lui offre un piano, alors instrument prestigieux accessible uniquement aux plus aisés, que le compositeur revend pour éponger ses dettes. Malgré le succès de cette valse, Rosas vend les droits à la maison Wagner et Levien pour seulement 45 pesos, ici aussi à cause de dettes contractées.  
En 1894, il fait une tournée de plusieurs mois à Cuba, où il s'installe avec un ensemble italo-mexicain. Il rencontre de graves problèmes de santé, devant rester à Batabanó. Il meurt des suites de la myélite à l'âge de 26 ans.  

#### Dépouille
Le corps de Juventino Rosas a été enterré au cimetière de Batabanó. Quinze ans plus tard, en 1909, le journaliste Miguel Necochea et la Société des compositeurs mexicains ont pris des mesures pour exhumer et transférer les restes de Juventino au Mexique et aux résidents mexicains de l'île. supporter les dépenses. Arrivés à Veracruz , les restes du compositeur ont été reçus par ses collègues compositeurs Miguel Lerdo de Tejada et Ernesto Elorduy . L'un des wagons du chemin de fer mexicain est devenu une chapelle ardente et les notes de la valse se font entendre partout où passe le train. La dépouille de Rosas est restée au Conservatoire pour recevoir l'hommage du peuple.
Rosas a été enterré au Panthéon civil de Mexico et en décembre 1939, il a été transféré à la Rotonde des personnes illustres

### Postérité cinématographique
En 1950 , sort le film Sobre Las Olas , réalisé par Ismael Rodríguez et mettant en vedette l'acteur déjà établi Pedro Infante , qui a donné vie au célèbre compositeur. Il y raconte la vie tragique de Juventino, du rejet de la femme qu'il aimait, à la vente de tous ses biens pour survivre, en passant par le doute d'être le véritable compositeur de la mélodie.

## Œuvres

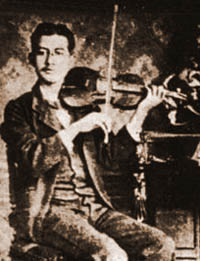
Juventino Rosas jouant du violon (vers 1890)

### Valses
- Dos pensamientos (antes de 1888, sin editorial)
- Sobre las olas (en allemand : Über den wellen - en anglais : Over the Waves - en français : Sur les vagues) (1888, A. Wagner y Levien, Mexico City)
- Carmen (1888, A. Wagner y Levien, Mexico City/Friedrich Hofmeister, Leipzig)
- Amelia (1890, A. Wagner y Levien, Mexico City/Friedrich Hofmeister, Leipzig)
- Aurora (1890, A. Wagner y Levien, Mexico City/Friedrich Hofmeister, Leipzig)
- Ensueño seductor (1890, A. Wagner y Levien, Mexico City/Friedrich Hofmeister, Leipzig)
- Ilusiones juveniles (1890, A. Wagner y Levien, Mexico City/Friedrich Hofmeister, Leipzig)
- Eva (1888-1891, editorial no claro, lo más probable A. Wagner y Levien, Mexico City)
- Josefina (1892, A. Wagner y Levien Sucs., Mexico City/Friedrich Hofmeister, Leipzig)
- Flores de margarita (1893, Eduardo Gariel, Saltillo/Robert Forberg, Leipzig)
- Soledad (1893, Eduardo Gariel, Saltillo/Robert Forberg, Leipzig)

### Polcas
- La cantinera (1888, A. Wagner y Levien, Mexico City/Friedrich Hofmeister, Leipzig)
- Carmela (1890, A. Wagner y Levien, Mexico City/Friedrich Hofmeister, Leipzig)
- Ojos negros (1891, A. Wagner y Levien, Mexico City/Friedrich Hofmeister, Leipzig)
- Flores de México (1893, Eduardo Gariel, Saltillo/Robert Forberg, Leipzig)

### Mazurcas
- Acuérdate (antes de 1888, A. Wagner y Levien, Mexico City)
- Lejos de ti (antes de 1888, H. Nagl. Sucs.)
- Juanita (1890, A. Wagner y Levien Sucs., Mexico City/Friedrich Hofmeister, Leipzig)
- Último adiós (1899, A. Wagner y Levien Sucs., Mexico City/Friedrich Hofmeister, Leipzig)

### Schotishes
- El sueño de las flores (1888, (antes de 1888, A. Wagner y Levien, Mexico City/Friedrich Hofmeister, Leipzig)
- Floricultura-Schottisch (1888, (antes de 1888, A. Wagner y Levien, Mexico City/Friedrich Hofmeister, Leipzig)
- Lazos de amor (1888, A. Wagner y Levien Sucs., Mexico City/Friedrich Hofmeister, Leipzig)
- Julia (1890, A. Wagner y Levien Sucs., Mexico City/Friedrich Hofmeister, Leipzig)
- Salud y pesetas (1890, A. Wagner y Levien Sucs., Mexico City/Friedrich Hofmeister, Leipzig)
- Juventa (1892, A. Wagner y Levien Sucs., Mexico City/Friedrich Hofmeister, Leipzig)
- El espirituano (1894, manuscrito en el Archivo Provincial de Sancti Spíritus, Kuba)

### Danzas
- A Lupe (1888, A. Wagner y Levien, Mexico City/Friedrich Hofmeister, Leipzig)
- En el casino (1888, A. Wagner y Levien, Mexico City/Friedrich Hofmeister, Leipzig)
- Juanita (1888, A. Wagner y Levien, Mexico City/Friedrich Hofmeister, Leipzig)
- No me acuerdo (1888, A. Wagner y Levien, Mexico City/Friedrich Hofmeister, Leipzig)
- ¡Qué bueno! (1888, A. Wagner y Levien, Mexico City/Friedrich Hofmeister, Leipzig)
- ¿Y para qué? (1888, A. Wagner y Levien, Mexico City/Friedrich Hofmeister, Leipzig)
- Flores de Romana (1893, Eduardo Gariel, Saltillo)